# Траурница
Тра́урница, или Многоцветница Антиопа (лат. Nymphalis antiopa) — вид дневных бабочек из семейства нимфалид (Nymphalidae).

## Этимология названия
Русское название дано бабочке по её тёмной — «траурной» окраске. Латинский видовой эпитет antiopa связан с греческой мифологией: Антиопа — царица амазонок, взятая в плен Тесеем.

## Описание

Длина переднего крыла имаго 30 — 40,5 мм. Размах крыльев 70—90 мм. Внешний край крыльев волнистый, передние крылья с зубцом за верхушкой, задние крылья — с зубчиками в последней трети. Окраска крыльев тёмно-коричневая, вишнёво-коричневая. Крылья с широкой светло-жёлтой каймой и рядом синих или голубых пятен перед ней. На переднем крае крыльев по 2 крупных желтовато-белых пятна. Нижняя сторона крыльев тёмная. Более светлая кайма крыльев у зимующих особей связана с выцветанием за время зимовки, а не с весенними и осенними формами и аберрациями. На Дальнем Востоке у перезимовавших бабочек кайма не белая, а жёлтая. Половой диморфизм отсутствует.

## Замечания по систематике

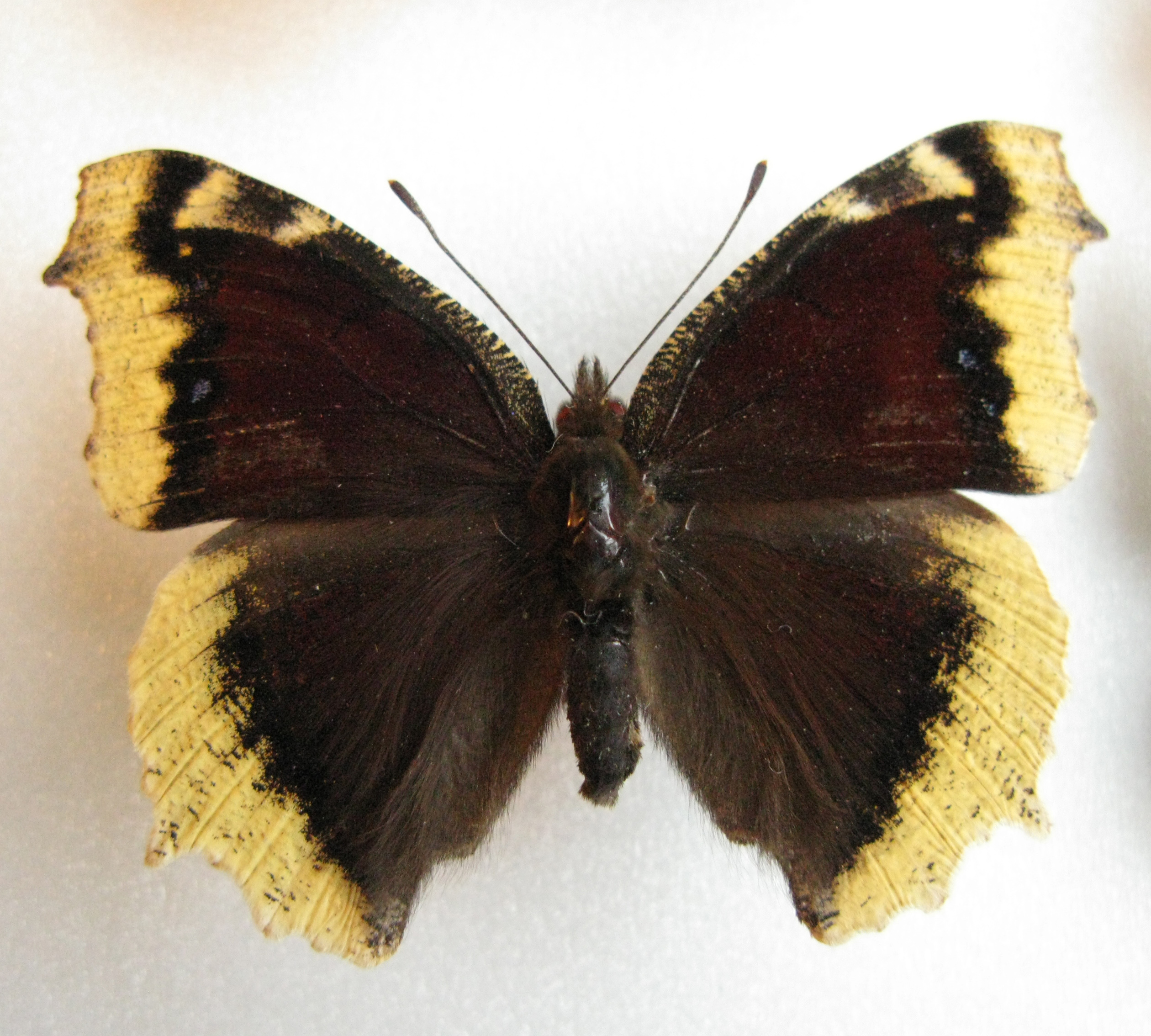
Одна из аберраций траурницы. Хорошо заметно отсутствие синих пятен.

В Восточной Европе представлен номинативным подвидом. Известно множество аберраций («температурных» форм) — так, при воздействии низких температур на куколку темнеет общий фон и уменьшаются голубые пятна на крыльях имаго.

## Распространение
Широко распространённый в Палеарктике вид. Внетропическая Евразия до Японии включительно, на север до 68 градуса северной широты. Отсутствует на крайнем юге Испании, Греции и островах Средиземного моря. До Англии, севера Германии и Норвегии в благоприятствующие годы долетают отдельные мигрирующие особи. На севере обитает вплоть до побережья морей Северного Ледовитого океана, но в зоне тундр, видимо, встречаются только залётные особи. На юге региона в зоне лесостепей и степей встречается редко и только по лесным долинам крупных рек. Обычен в горах Кавказа (кроме черноморского побережья) и Карпат. По мнению ряда авторов, вид, по-видимому, отсутствует в Крыму, однако возможен залёт мигрирующих особей. Вид был завезён в Северную Америку, где распространился от Мексики до Канады.

## Численность и замечания по охране
Раньше была широко распространена по всей территории Европы. После Второй мировой войны численность внезапно сильно уменьшилась по неизвестным причинам. Сейчас сохраняется на низком, но постоянном уровне.
В 1969 году массовый лёт траурницы отмечен в Московской области, в 1970 году — в Новосибирске, в 1985 году — в Тульской области, в 2008 году — в Челябинской области, и в 2018 году в Пермском крае.
Включена в Красную книгу Смоленской области (1997) (III категория).

## Местообитания
Лесные опушки, поляны, обочины дорог, луга, берега рек, антропогенные биотопы. Поднимается в горы до 2000 м над уровнем моря.

## Время лёта

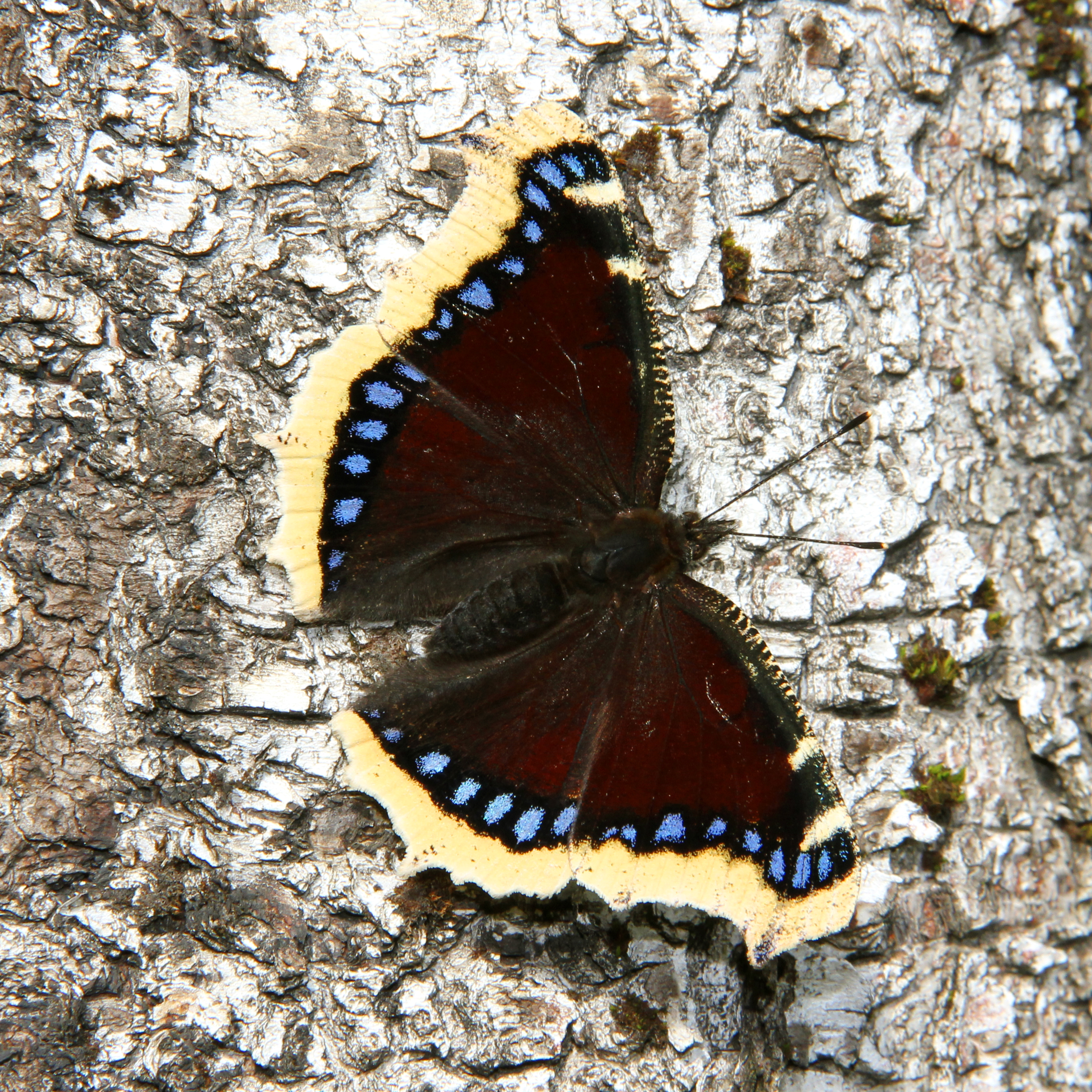
Траурница на стволе берёзы

Март — первая декада мая, июль—сентябрь.

## Биология
Развивается в одном поколении. Имаго выходят из куколок во второй-третьей декаде июля и откармливаются в течение нескольких дней, затем впадают в диапаузу до конца августа, когда снова вылетают и часто питаются на перезрелых сливах и яблоках. Зимуют, и продолжают летать с ранней весны до середины мая.
Бабочки часто посещают экскременты различных животных, перезрелые фрукты, а также влажные берега различных водоёмов, где могут скапливаться в значительных количествах. Неоднократно разными авторами отмечались массовые скопления на бродящем берёзовом соке весной и на повреждённых древоточцами (или иными причинами) берёзах летом. Бабочки привлекаются на запах кислого и сладкого брожения.

## Размножение

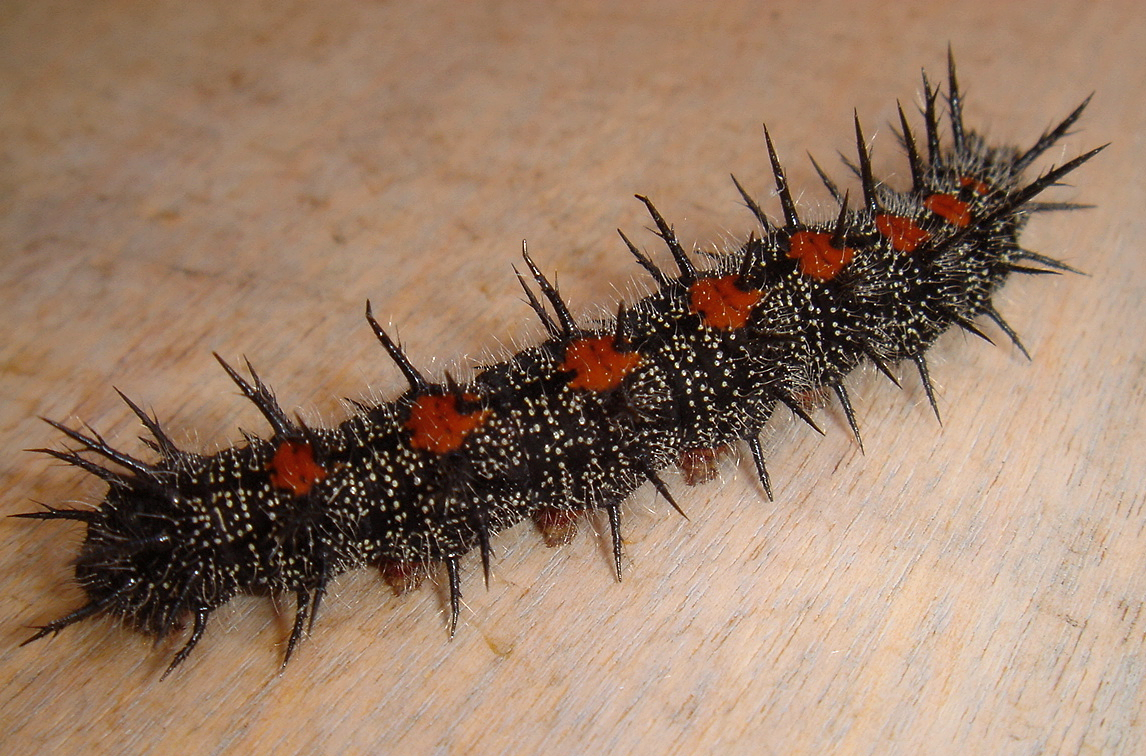
Гусеница траурницы

Самка откладывает до 100 яиц плотными кладками в виде кругов на ветви кормовых растений. Гусеницы развиваются с июня по июль. Гусеница чёрная, с белыми точками, на спинной стороне заднегруди и 1—7 брюшных сегментов имеются красные пятна. Шипы чёрные. Кормовые растения — клён, ольха, берёза, ясень, хмель обыкновенный, роза, шиповник, малина, ива, липа, крапива двудомная. Держатся группами («выводками»), которые распадаются перед окукливанием. Бабочки предпочитают небольшие и средние деревья. Куколка свободная и прикрепляется головой вниз. Стадия куколки — около 11 дней.